# Język kerecki
Język kerecki – wymarły język paleoazjatycki, używany przez Kereków, spokrewniony m.in. z językami czukockim i koriackim.
W 1997 r. w Rosji żyły jeszcze dwie osoby znające język kerecki. Język ten wymarł wraz ze śmiercią ostatniego użytkownika w 2005 r. Obecnie nieliczni pozostali Kerekowie (cztery osoby, według wyników spisu powszechnego z 2010 r.) posługują się językiem czukockim.
Kerecki jest językiem aglutynacyjnym prefiksowo-sufiksowym. W odróżnieniu od pozostałych języków czukocko-kamczackich ma mniej fonemów oraz nie posiada harmonii samogłoskowej. W gramatyce kereckiego jest siedem przypadków, przy odmianie czasowników związek zgody występuje zarówno z podmiotem, jak i z dopełnieniem. Język dysponuje konstrukcjami ergatywnymi.

## Dialekty
- majna-pilgiński
- chatyrski